# 奥德班
奥德班（Audubon）是美国艾奥瓦州奥德班县的城市，为奥德班县的县城。2010年美国人口普查中的人口为2176人，比2000年人口普查中的2382人少。